# Bore Valley
Das Bore Valley ist ein 1,1 km langes Tal mit nordsüdlicher Ausrichtung nahe der Nordküste Südgeorgiens. Am Westufer der Cumberland Bay reicht es vom Lewis Pass bis nach Grytviken am Kopfende der King Edward Cove.
Eine vom  Archäologen, Paläontologen und Geologen Johan Gunnar Andersson geführte Mannschaft nahm während der Schwedischen Antarktisexpedition (1901–1903) eine Vermessung des Tals vor. Andersson entdeckte dabei, dass das Tal in früheren Zeiten komplett mit Eis angefüllt war, was zur Benennung als Bores Dal (schwedisch für Tal des Boreas) führte. Inzwischen hat sich die englischsprachige Form dieser Benennung durchgesetzt. Ursprünglich wurde das Maidalen nördlich des Lewis-Passes irrtümlich für ein Teil des Bore Valley gehalten.